# Pietro Cappellino
Pietro Cappellino (Torino, 2 maggio 1934 – 15 gennaio 2019) è stato un calciatore italiano, di ruolo difensore.

## Carriera
Dopo la militanza nelle giovanili del Genoa, nel 1957 passa alla Biellese giocando per tre anni in Serie C. Dopo un altro anno in Serie C con il Livorno, passa alla Lucchese con cui debutta in Serie B disputando 74 gare in due anni.
Nel 1963 si trasferisce al Verona disputando altri tre campionati di Serie B per un totale di 108 presenze.